# معايير التعلم
معايير التعلم (تسمى أيضًا المعايير الأكاديمية ومعايير المحتوى والمناهج) هي عناصر من المعرفة التصريحية والإجرائية والتخطيطية والاستراتيجية التي تحدد، كهيئة، المحتوى المحدد لبرنامج تعليمي. تتكون المعايير عادةً من عبارات تعبر عما يعرفه الطالب أو يمكنه فعله أو قدرته على الأداء في نقطة معينة من "تقدم التعلم" (غالبًا ما يتم تحديده بواسطة "الدرجة" أو "مستوى الفصل").
معايير التعلم لها استخدامات متعددة في النظام البيئي التعليمي الحديث. يمكن أن تكون روابط للمحتوى، ويمكن أن تكون جزءًا من مسار التعلم أو التقدم.